# 二つの旅路
「二つの旅路」（ふたつのたびじ）は、日本のバンド・SUPER BEAVERのメジャー2枚目のシングル。2009年8月26日にEpic Recordsから発売された。

## 概要
前作「深呼吸」から約3ヶ月ぶりのシングル。
表題曲の「二つの旅路」は日本テレビ系「音楽戦士 MUSIC FIGHTER」8月POWER PLAYとなっている。

## 収録曲
1. 二つの旅路 [4:58]
作詞・作曲：柳沢亮太 / 編曲：SUPER BEAVER
  - 日本テレビ系「音楽戦士 MUSIC FIGHTER」8月POWER PLAY
2. サイン [4:02]    
作詞・作曲：柳沢亮太 / 編曲：SUPER BEAVER
3. Conto'nroll [2:54]
作詞：柳沢亮太 / 作曲・編曲：SUPER BEAVER